# Carinascincus greeni
Carinascincus greeni — вид сцинкоподібних ящірок родини сцинкових (Scincidae). Ендемік Австралії.

## Поширення і екологія
Carinascincus greeni є ендеміками центральної Тасманії, де вони зустрічаються від гори Бен-Ломонд на захід до гори Крейдл та на південь до гори Френчменс-Кеп. Вони живуть у альпійських районах вище лінії дерев, трапляються в заболоченому ґрунті по краям струмків і боліт та на відкритих долеритових полях валунів, на висоті понад 1000 м над рівнем моря. Можуть плавати і шукати захист серед підводного каміння. Живородні, народжують 2-3 дитинчат.

## Збереження
МСОП класифікує цей вид як вразливий. Carinascincus greeni загрожують зміни клімату.